# Alternate Mark Inversion
El código AMI (Alternate Mark Inversion, lit. 'inversión de marcas alternadas') es uno de los códigos en línea recomendado para las transmisiones binarias. Se puede definir como un código bipolar con retorno a cero con algunas particularidades que se describen a continuación.
En este código, cuando se asigna un impulso positivo al primer «1», al siguiente «1» se le asigna un impulso negativo, y así sucesivamente. Por lo tanto, se asignan alternativamente impulsos positivos y negativos a los «1» lógicos. Además, al ser del tipo retorno a cero, durante la segunda mitad del intervalo de bit se utiliza tensión cero para representar el «1».

## Características
El AMI cumple las condiciones siguientes:
- El espectro de la señal a la frecuencia cero debe ser cero, ya que la mayoría de los canales eliminan la componente continua de las señales
- El máximo espectral debe darse en un submúltiplo o en la proximidad de un submúltiplo de régimen binario, así la energía necesaria para producir la señal estará en la zona en la que la atenuación de transmisión del cable es más reducida y la atenuación de la diafonía es mayor, así que se conseguirá una mejor relación señal ruido.
- Se reducen los requerimientos de potencia y se logra una mayor inmunidad a la diafonía

Gracias a las condiciones anteriores, si la señal puede contener arbitrariamente largas secuencias de ceros se utiliza un aleatorizador que limite estadísticamente el número de ceros consecutivos, de otra manera se perdería el sincronismo con el reloj. A su vez, si se encuentra dos unos seguidos con la misma polaridad sabemos que se ha producido un error.

## Usos
El código AMI fue usado extensamente en la primera generación de redes PCM, y todavía se suele ver en los multiplexores más antiguos, pero su éxito radica en que no haya un gran número seguido de ceros en su código: se debe lograr que no haya más de 15 ceros consecutivos, lo que asegura la sincronización. Forma de este código se aplican en los sistemas troncales T1 (a una velocidad máxima de 1.544 Mbps), y en la transmisión de canales B. en la Red Digital de Servicios Integrados (RDSI) de acuerdo con la recomendación UIT-T I.430.
- Datos: Q295161
- Multimedia: Alternate mark inversion / Q295161